# Liste des titres musicaux numéro un en Autriche en 2018
Cette page liste les titres numéro un dans les meilleures ventes de disques en Autriche pour l'année 2018.

## Classement des singles
| №  | Date         | Artiste                                               | Titre                    | Référence |
| -- | ------------ | ----------------------------------------------------- | ------------------------ | --------- |
| 1  | 5 janvier    | Bausa                                                 | Was du Liebe nennst      |           |
| 2  | 12 janvier   | Bausa                                                 | Was du Liebe nennst      |           |
| 3  | 19 janvier   | Bausa                                                 | Was du Liebe nennst      |           |
| 4  | 26 janvier   | Bausa                                                 | Was du Liebe nennst      |           |
| 5  | 2 février    | Eminem feat. Ed Sheeran                               | River                    |           |
| 6  | 9 février    | Eminem feat. Ed Sheeran                               | River                    |           |
| 7  | 16 février   | Luis Fonsi & Demi Lovato                              | Échame la culpa          |           |
| 8  | 23 février   | Rudimental feat. Jess Glynne, Macklemore & Dan Caplen | These Days               |           |
| 9  | 2 mars       | Rudimental feat. Jess Glynne, Macklemore & Dan Caplen | These Days               |           |
| 10 | 9 mars       | Rudimental feat. Jess Glynne, Macklemore & Dan Caplen | These Days               |           |
| 11 | 16 mars      | Rudimental feat. Jess Glynne, Macklemore & Dan Caplen | These Days               |           |
| 12 | 23 mars      | Rudimental feat. Jess Glynne, Macklemore & Dan Caplen | These Days               |           |
| 13 | 30 mars      | Rudimental feat. Jess Glynne, Macklemore & Dan Caplen | These Days               |           |
| 14 | 6 avril      | Rudimental feat. Jess Glynne, Macklemore & Dan Caplen | These Days               |           |
| 15 | 13 avril     | Marshmello & Anne-Marie                               | Friends                  |           |
| 16 | 20 avril     | Katja Krasavice                                       | Dicke Lippen             |           |
| 17 | 27 avril     | Marshmello & Anne-Marie                               | Friends                  |           |
| 18 | 4 mai        | RAF Camora                                            | Maserati                 |           |
| 19 | 11 mai       | Capital Bra feat. Ufo361                              | Neymar                   |           |
| 20 | 18 mai       | Capital Bra feat. Ufo361                              | Neymar                   |           |
| 21 | 25 mai       | Cesár Sampson                                         | Nobody but You           |           |
| 22 | 1er juin     | Calvin Harris & Dua Lipa                              | One Kiss                 |           |
| 23 | 8 juin       | Capital Bra                                           | One Night Stand          |           |
| 24 | 15 juin      | Calvin Harris & Dua Lipa                              | One Kiss                 |           |
| 25 | 22 juin      | Capital Bra                                           | One Night Stand          |           |
| 26 | 29 juin      | Dennis Lloyd                                          | Nevermind                |           |
| 27 | 6 juillet    | Clean Bandit feat. Demi Lovato                        | Solo                     |           |
| 28 | 13 juillet   | Clean Bandit feat. Demi Lovato                        | Solo                     |           |
| 29 | 20 juillet   | Bushido feat. Samra & Capital Bra                     | Für euch alle            |           |
| 30 | 27 juillet   | Clean Bandit feat. Demi Lovato                        | Solo                     |           |
| 31 | 3 août       | El Profesor                                           | Bella ciao (Hugel Remix) |           |
| 32 | 10 août      | El Profesor                                           | Bella ciao (Hugel Remix) |           |
| 33 | 17 août      | Capital Bra feat. Juju                                | Melodien                 |           |
| 34 | 24 août      | Dynoro feat. Gigi D'Agostino                          | In My Mind               |           |
| 35 | 31 août      | Dynoro feat. Gigi D'Agostino                          | In My Mind               |           |
| 36 | 7 septembre  | Dynoro feat. Gigi D'Agostino                          | In My Mind               |           |
| 37 | 14 septembre | Dynoro feat. Gigi D'Agostino                          | In My Mind               |           |
| 38 | 21 septembre | Dynoro feat. Gigi D'Agostino                          | In My Mind               |           |
| 39 | 28 septembre | Bonez MC & RAF Camora feat. Gzuz                      | Kokain                   |           |
| 40 | 5 octobre    | Dynoro feat. Gigi D'Agostino                          | In My Mind               |           |
| 41 | 12 octobre   | Dynoro feat. Gigi D'Agostino                          | In My Mind               |           |
| 42 | 19 octobre   | Bonez MC & RAF Camora                                 | Nummer unterdrückt       |           |
| 43 | 26 octobre   | Dynoro feat. Gigi D'Agostino                          | In My Mind               |           |
| 44 | 2 novembre   | Lady Gaga & Bradley Cooper                            | Shallow                  |           |
| 45 | 9 novembre   | Lady Gaga & Bradley Cooper                            | Shallow                  |           |
| 46 | 16 novembre  | Lady Gaga & Bradley Cooper                            | Shallow                  |           |
| 47 | 23 novembre  | Lady Gaga & Bradley Cooper                            | Shallow                  |           |
| 48 | 30 novembre  | RAF Camora, Aribeatz & Sofiane                        | Perfekt                  |           |
| 49 | 7 décembre   | Mero                                                  | Baller los               |           |
| 50 | 14 décembre  | Ava Max                                               | Sweet but Psycho         |           |
| 51 | 21 décembre  | Ava Max                                               | Sweet but Psycho         |           |

## Classement des albums
| №  | Date         | Artiste                                                      | Titre                                                            | Référence |
| -- | ------------ | ------------------------------------------------------------ | ---------------------------------------------------------------- | --------- |
| 1  | 5 janvier    | Ed Sheeran                                                   | ÷                                                                |           |
| 2  | 12 janvier   | Die Grubertaler                                              | Die grössten Party Hits - Volume IX                              |           |
| 3  | 19 janvier   | Orchestre philharmonique de Vienne Direction : Riccardo Muti | Neujahrskonzert 2018                                             |           |
| 4  | 26 janvier   | Orchestre philharmonique de Vienne Direction : Riccardo Muti | Neujahrskonzert 2018                                             |           |
| 5  | 2 février    | Orchestre philharmonique de Vienne Direction : Riccardo Muti | Neujahrskonzert 2018                                             |           |
| 6  | 9 février    | Die jungen Zillertaler                                       | PartyKracher - Die grössten Hits der JuZis                       |           |
| 7  | 16 février   | Compilation                                                  | Falco Coming Home - The Tribute Donauinselfest 2017              |           |
| 8  | 23 février   | Compilation                                                  | Cinquante nuances plus claires                                   |           |
| 9  | 2 mars       | Helene Fischer                                               | Helene Fischer                                                   |           |
| 10 | 9 mars       | Simone & Charly Brunner                                      | Wahre Liebe                                                      |           |
| 11 | 16 mars      | Olexesh                                                      | Rolexesh                                                         |           |
| 12 | 23 mars      | Fantasy                                                      | Das Beste von Fantasy – Das große Jubiläumsalbum mit allen Hits! |           |
| 13 | 30 mars      | Frei.Wild                                                    | Rivalen und Rebellen                                             |           |
| 14 | 6 avril      | Fantasy                                                      | Das Beste von Fantasy – Das große Jubiläumsalbum mit allen Hits! |           |
| 15 | 13 avril     | Azet                                                         | Fast Life                                                        |           |
| 16 | 20 avril     | Thirty Seconds to Mars                                       | America                                                          |           |
| 17 | 27 avril     | Ufo361                                                       | 808                                                              |           |
| 18 | 4 mai        | Marc Pircher                                                 | Laut und..                                                       |           |
| 19 | 11 mai       | Helene Fischer                                               | Helene Fischer                                                   |           |
| 20 | 18 mai       | Die Edlseer                                                  | 25 Jahre - Owa heit do gemma feiern                              |           |
| 21 | 25 mai       | Kontra K                                                     | Erde und Knochen                                                 |           |
| 22 | 1er juin     | Five Finger Death Punch                                      | And Justice for None                                             |           |
| 23 | 8 juin       | Shawn Mendes                                                 | Shawn Mendes                                                     |           |
| 24 | 15 juin      | Andreas Gabalier                                             | Vergiss mein nicht                                               |           |
| 25 | 22 juin      | Andreas Gabalier                                             | Vergiss mein nicht                                               |           |
| 26 | 29 juin      | Andreas Gabalier                                             | Vergiss mein nicht                                               |           |
| 27 | 6 juillet    | Capital Bra                                                  | Berlin lebt                                                      |           |
| 28 | 13 juillet   | Capital Bra                                                  | Berlin lebt                                                      |           |
| 29 | 20 juillet   | Die jungen Zillertaler                                       | Obercool im Haifischpool                                         |           |
| 30 | 27 juillet   | Die Amigos                                                   | 110 Karat                                                        |           |
| 31 | 3 août       | Bande originale                                              | Mamma Mia! Here We Go Again                                      |           |
| 32 | 10 août      | Bande originale                                              | Mamma Mia! Here We Go Again                                      |           |
| 33 | 17 août      | Bande originale                                              | Mamma Mia! Here We Go Again                                      |           |
| 34 | 24 août      | Kollegah & Farid Bang                                        | Platin war gestern                                               |           |
| 35 | 31 août      | Ufo361                                                       | VVS                                                              |           |
| 36 | 7 septembre  | Andy Borg                                                    | Jugendliebe – Unvergessene Schlager                              |           |
| 37 | 14 septembre | Eminem                                                       | Kamikaze                                                         |           |
| 38 | 21 septembre | Eminem                                                       | Kamikaze                                                         |           |
| 39 | 28 septembre | Die Draufgänger                                              | #Hektarparty                                                     |           |
| 40 | 5 octobre    | Christina Stürmer                                            | Überall zu Hause                                                 |           |
| 41 | 12 octobre   | Bushido                                                      | Mythos                                                           |           |
| 42 | 19 octobre   | Bonez MC & RAF Camora                                        | Palmen aus Plastik 2                                             |           |
| 43 | 26 octobre   | Bonez MC & RAF Camora                                        | Palmen aus Plastik 2                                             |           |
| 44 | 2 novembre   | Conchita Wurst & Orchestre symphonique de Vienne             | From Vienna with Love                                            |           |
| 45 | 9 novembre   | Bonez MC & RAF Camora                                        | Palmen aus Plastik 2                                             |           |
| 46 | 16 novembre  | Ina Regen                                                    | Klee                                                             |           |
| 47 | 23 novembre  | Herbert Grönemeyer                                           | Tumult                                                           |           |
| 48 | 30 novembre  | Herbert Grönemeyer                                           | Tumult                                                           |           |
| 49 | 7 décembre   | Eros Ramazzotti                                              | Vita ce n’è                                                      |           |
| 50 | 14 décembre  | Herbert Grönemeyer                                           | Tumult                                                           |           |
| 51 | 21 décembre  | Kollegah                                                     | Monument                                                         |           |

## Hit-parade de l'année
| Singles | Albums |
| --- | --- |
| 1. Dynoro & Gigi D’Agostino – In My Mind 2. Dennis Lloyd - Nevermind 3. El Profesor - Bella Ciao (Hugel Remix) 4. Clean Bandit feat. Demi Lovato - Solo 5. Rudimental feat. Jess Glynne, Macklemore & Dan Caplen - These Days 6. Bonez MC & RAF Camora - 500 PS 7. Marshmello & Anne-Marie - Friends 8. Calvin Harris & Dua Lipa - One Kiss 9. Jonas Blue feat. Jack & Jack - Rise 10. Capital Bra feat. Ufo361 - Neymar | 1. Andreas Gabalier - Vergiss mein nicht 2. Helene Fischer – Helene Fischer 3. Ed Sheeran – ÷ 4. Pizzera & Jaus - Unerhört solide 5. Bonez MC & RAF Camora - Palmen aus Plastik 2 6. Bande originale - Mamma Mia! Here We Go Again 7. Orchestre philharmonique de Vienne, Direction : Riccardo Muti - Neujahrskonzert 2018 8. Wanda - Niente 9. Capital Bra - Berlin lebt 10. Lady Gaga & Bradley Cooper - A Star Is Born |